# Трансконтейнер
«ТрансКонте́йнер» — российская транспортная компания, крупнейший в России железнодорожный контейнерный оператор. Компания оказывает полный спектр транспортно-логистических услуг в интеграции с другими активами группы компаний «Дело».

## История
История компании начинается в октябре 2003 года, когда был создан филиал ОАО «Российские железные дороги» — Центр по перевозке грузов в контейнерах «ТрансКонтейнер». В марте 2006 года филиал был преобразован в открытое акционерное общество — дочернюю структуру ОАО «Российские железные дороги». Хозяйственную деятельность оператор начал в июле 2006 года.
В ноябре 2010 года «ТрансКонтейнер» провёл IPO, в ходе которого доля ОАО «РЖД» в операторе была снижена до 50 % плюс одна  акция.
В июле 2017 года оператор приобрёл у группы Freight Village Ru 30 % в ООО «Фрейт Вилладж Калуга Север», владеющей двумя мультимодальными транспортно-логистическими центрами (ТЛЦ) – в Ворсино на границе Новой Москвы и Калужской области и Росва под Калугой (оба ТЛЦ являются частью одноимённых индустриальных парков и работают в формате «грузовой деревни»).
В 2017 году было создано  дочернее общество компании – ООО «СпецТрансКонтейнер» – центр компетенций «ТрансКонтейнера» по развитию перевозок в специализированных контейнерах.
В октябре 2017 года «ТрансКонтейнер» создал дочернее общество –TransContainer Freight Forwarding (Shanghai) Co., Ltd – на территории Китайской Народной Республики в Пилотной зоне свободной торговли Шанхая.
В сентябре 2018 года «ТрансКонтейнер» приобрёл у Глобал Портс 100 % акций ЗАО «Логистика-Терминал», управляющего контейнерной площадкой в Санкт-Петербурге (Шушары), мощностью 200 тыс. TEU в год.
В сентябре 2018 года ПАО «ТрансКонтейнер» зарегистрировано дочернее общество TransContainer Mongolia LLC в городе Улан-Батор.
В декабре 2019 года ГК «Дело» по итогам проведённого открытого аукциона приобрела у ОАО «РЖД» 50 % плюс две акции «ТрансКонтейнера». В марте 2020 года ГК «Дело» консолидировала 99,6 % акций компании, в августе 2020 года был произведён принудительный выкуп акций у миноритариев и завершена консолидация 100 % акций оператора.
В ноябре 2021 года «ТрансКонтейнер» приобрёл второй терминал (объекты имущественного комплекса ООО «Международный терминал Забайкальск») на станции Забайкальск, являющейся стратегическим сухопутным переходом на российско-китайской границе.
В декабре 2022 года завершена реконструкция терминала Забайкальск с увеличением его перерабатывающей мощности с 2006 года  в 10 раз – до 555 тыс. TEU в год. Общий объём инвестиций превысил 5 млрд рублей.
В августе 2023 года «ТрансКонтейнер» стал учредителем ООО «Контейнерный терминал Усады», которое будет строить и эксплуатировать контейнерный терминал в Домодедовском районе Подмосковья. Объект проектной мощностью 424 тыс. ДФЭ в год будет иметь примыкание к железнодорожной станции Усады.

## Активы
В собственности и аренде компании находится парк контейнеров общей вместимостью около 219 тыс. ДФЭ и 41 тыс. фитинговых платформ, при этом доля перевозок подвижным составом под контролем компании на рынке железнодорожных контейнерных перевозок составляет 41 %. «ТрансКонтейнер» располагает 35 собственными и тремя партнерскими железнодорожными терминалами. Сеть продаж компании включает в себя 89 офисов в России. В числе активов – 365 единиц автотранспортной и 190 единиц погрузочной техники.

## Рейтинги
«ТрансКонтейнер» имеет кредитный рейтинг агентства «Эксперт РА» и рейтинг корпоративного управления, присвоенный «Российским институтом директоров».
По результатам рейтинга операторов фитинговых платформ INFOLine Rail Russia Top: №4 2022 «ТрансКонтейнер» является лидером в данном сегменте.
В декабре 2021 года рейтинговое агентство АКРА присвоило ESG-оценку ПАО «ТрансКонтейнер» на уровне ESG-4, категория ESG-B. Согласно методологии, оценка означает, что данным вопросам компания уделяет повышенное внимание.
«ТрансКонтейнер» стал первой российской компанией, получившей международный ESG-рейтинг после ухода профильных американских и европейских рейтинговых агентств, работающих в сфере ESG. Компания заняла первое место среди сухопутных транспортных и логистических компаний, входящих в сферу охвата индийской ESG Risk Assessments & Insights Limited (ESGRisk.ai). В списке из 1026 позиций, куда входят глобальные компании, ПАО «ТрансКонтейнер» заняло 32-е место. Присвоенный ESGRisk.ai рейтинг ESG-RISK A означает, что железнодорожный оператор является ESG-лидером с положительным опытом управления существенными рисками.

## Руководство
- Президент — Концерев Михаил Рудольфович (с 28 ноября 2023 года)[18];
- Директор, вице-президент — Марков Виктор Николаевич (с 14 февраля 2020 года)[19].

## Санкции
23 февраля 2024 года «Трансконтейнер» включён в блокирующий санкционный список США. Власти страны отмечают что компания предоставляла услуги военной транспортировки для российских вооруженных сил и сыграла роль в незаконной переброске северокорейских боеприпасов и систем вооружений для использования их в ходе нападения на Украину. Ранее, в октябре 2022 года, компания включена в санкционный список Украины за «поддержку действий, которые подрывают или угрожают территориальной целостности, суверенитету и независимости Украины».
28 июня 2024 года  «Трансконтейнер» включён в санкционный список стран Евросоюза из-за незаконной торговли оружием с КНДР,  грузовые контейнеры оператора были замечены на пути в северокорейский порт Раджин. Кроме того, «Трансконтейнер» обеспечивал поставки боеприпасов на склад вооружений российской армии в Тихорецке, также отмечалось что компания продолжает работать в особой экономической зоне «Алабуга» которая сотрудничает с Минобороны Ирана и производит дроны «Shahed-136»